# Districtul Seghouane
Seghouane este un district din provincia Médéa, Algeria.